# Bernhard Claves

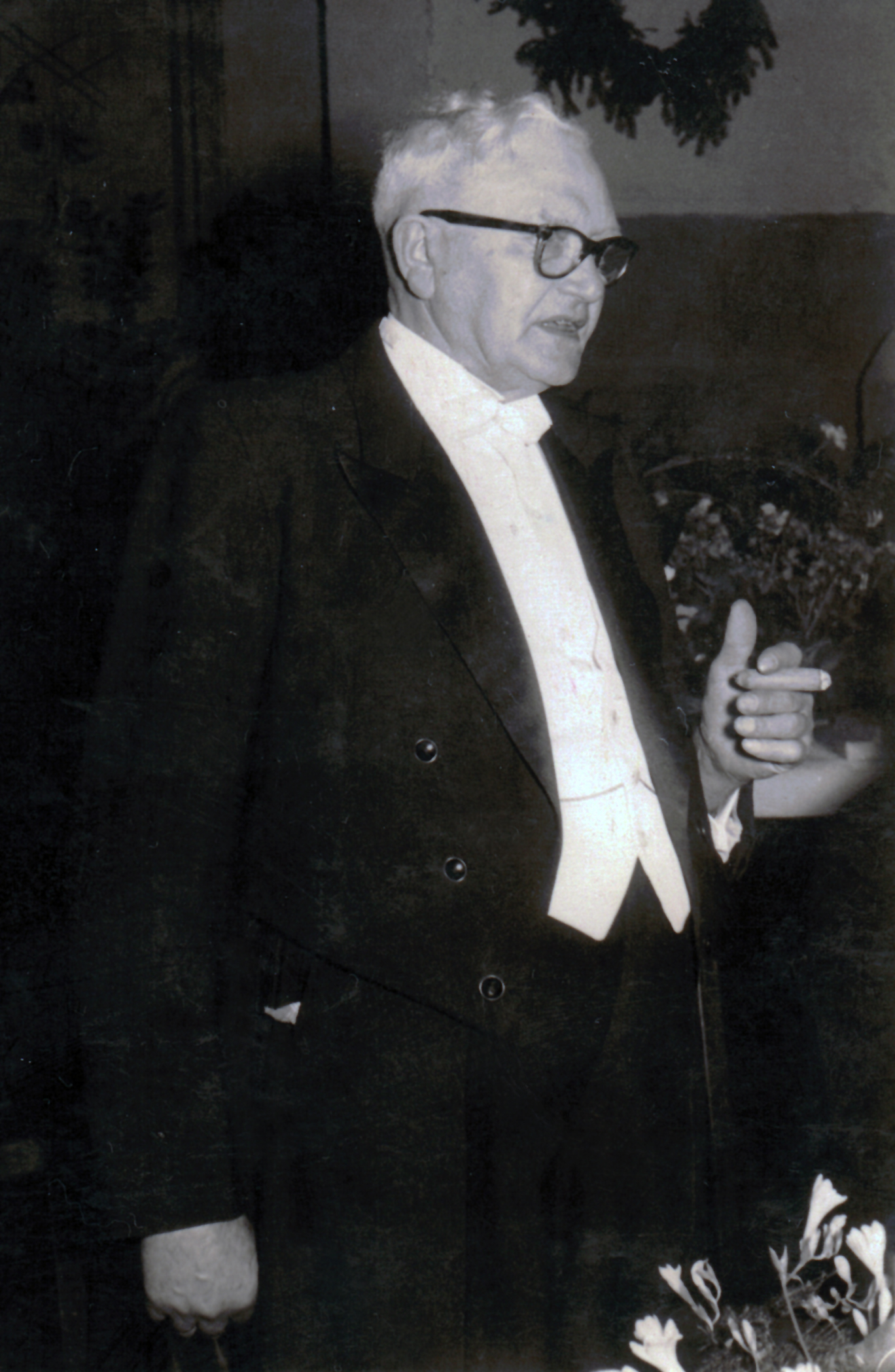
Bernhard Claves

Bernhard Claves (* 4. Januar 1882 in Ostbevern; † 29. Juli 1963 in Harsewinkel)
war ein deutscher Unternehmer und Handwerksmeister.

## Leben
Bernhard Claves ließ sich im Jahre 1907 als Schuhmachermeister in Greffen nieder. Schwerpunkt seiner Tätigkeit war die Anfertigung orthopädischer Maßschuhe. Eine Werkstatt im Hause seines Schwiegervaters war die Keimzelle der von Bernhard Claves gegründeten Schuhfabrik. Gemeinsam mit seinem Schwager, Bernhard Meinersmann (* 23. Juli 1899; † 12. November 1944), entwickelte Bernhard Claves das Unternehmen zunächst unter der Marke „Griffenia“, die später als C&M (Claves und Meinersmann) bekannt wurde. Auf der Höhe seines handwerklich fabrizierenden Wirkens wurden bei C&M mit ca. 150 Mitarbeitern arbeitstäglich 1.200 Paare Damenschuhe gefertigt. Infolge der Entwicklung in der Schuhindustrie – vor allem der starken Zunahme der (auch internationalen) Konkurrenz – wurden die Produktion und der Betrieb bei Claves & Meinersmann Ende der 1960er Jahre eingestellt.
Bernhard Claves hat sich zeit seines Lebens stark für gesellschaftliche, kommunalpolitische und kirchliche Belange seiner Heimatregion eingesetzt. Aus tiefer religiöser Überzeugung und nach sozialen Grundsätzen hat er seinen Betrieb im Sinne einer christlichen Wirtschaftsordnung geführt. Dabei ließ er sich stark von den Gedanken des katholischen „Gesellenvaters“ Adolph Kolping leiten. Bernhard Claves war Mitbegründer der Kolpingsfamilie Greffen (März 1931).
Aus der Ehe mit seiner Frau Anna, geb. Meinersmann (* 26. Mai 1885; † 18. März 1936) gingen sechs Kinder hervor: Bernhard Claves jun., Änne (später Riesenbeck), Tine (später Menebröcker), Heinz, Maria (später Wippenhohn) sowie Toni (später Fußner). Als Bernhard Claves sen. am 29. Juli 1963 im St. Lucia-Hospital in Harsewinkel starb, hatte er 33 Enkelkinder.

## Leistungen
Von 1946 bis zum Jahre 1961 war Bernhard Claves Bürgermeister der Stadt Greffen. In Zusammenarbeit mit übergeordneten Stellen des Kreises Warendorf, des Regierungsbezirkes Münster und des Landes Nordrhein-Westfalen konnte er viel für die Entwicklung des kommunalen Raumes und für die Mitbürger seiner Heimatregion erreichen. Unter anderem fungierte er von Dezember 1947 bis Februar 1961 als Schiedsmann in Greffen. Claves machte sich stark für die dörfliche Gemeinschaft und das Vereinsleben; so war er zeitweise Vorsitzender vom Gesellenverein (Kolping), des Schützenvereins und des FC Greffen. Nicht zuletzt wegen seines öffentlichen Engagements und seiner karitativen Einstellung wurde Bernhard Claves am 4. Januar 1962 das Bundesverdienstkreuz verliehen.
Als jahrelanges Mitglied des Kirchenvorstandes der Katholischen Kirchengemeinde St. Johannes in Greffen engagierte Bernhard Claves sich für die Belange seiner Heimatgemeinde und darüber hinaus. In der Chronik „Aus Greffens alten Tagen“ ist diesbezüglich zu lesen: „Bernhard Claves half überall“. Dank seines Einsatzes wurden im Jahre 1947 eine Vielzahl der während des Zweiten Weltkrieges 1939–1945 eingezogenen Kirchenglocken aus dem Münsterland in Hamburg wiederentdeckt; darunter auch eine Glocke der Kirche in Greffen. Bernhard Claves veranlasste den Rücktransport, sodass die Greffener Glocke aus dem Jahre 1785 im August 1947 wieder nach Greffen zurückkam.
Aus christlicher Verantwortung und tiefer Verbundenheit mit seiner Heimat-Kirchengemeinde spendete Claves die Mittel für eine Kirchenglocke, die dem Hl. Josef zugesprochen ist. Sie trägt die Widmung: „Religion und Arbeit sind der Boden des Volkes. Bernhard Claves sen. 1946“.

## Ehrungen
- 2. Januar 1953: Ehrenbürgerrecht in Greffen
- Bundesverdienstkreuz am Bande (16. Dezember 1961)[3]
- Bernhard-Claves-Weg in Greffen